# 漏斗亞綱
漏斗亞綱（學名：Chonotrichia）是纤毛虫叶咽纲之下的一個亞綱。這些單細胞生物見於鹹水、鹹淡水及淡水等各種水體，會在成熟後固着，一般會寄生於甲壳动物的體外，成為其外共生生物。

## 分類
截至2019年9月16日，WoRMS紀錄本亞綱由下列兩個分類單元組成：
- 外生胚類(外生胚目, Exogemmida)
- 內生胚類(內生胚目, Cryptogemmida)

在較舊的分類，漏斗亞綱原為动基片纲裸口亚纲下口亚纲之下的漏斗目，與隱口目為姊妹分類單元。